# Žofina Huť (přírodní památka)
Žofina Huť  je přírodní památka a evropsky významná lokalita poblíž obce Nová Ves nad Lužnicí v okrese Jindřichův Hradec. Předmětem ochrany jsou vzácné a ohrožené druhy živočichů, zejména populace silně ohroženého modráska bahenního (Phengaris nausithous), včetně jeho biotopu.

## Další fotografie

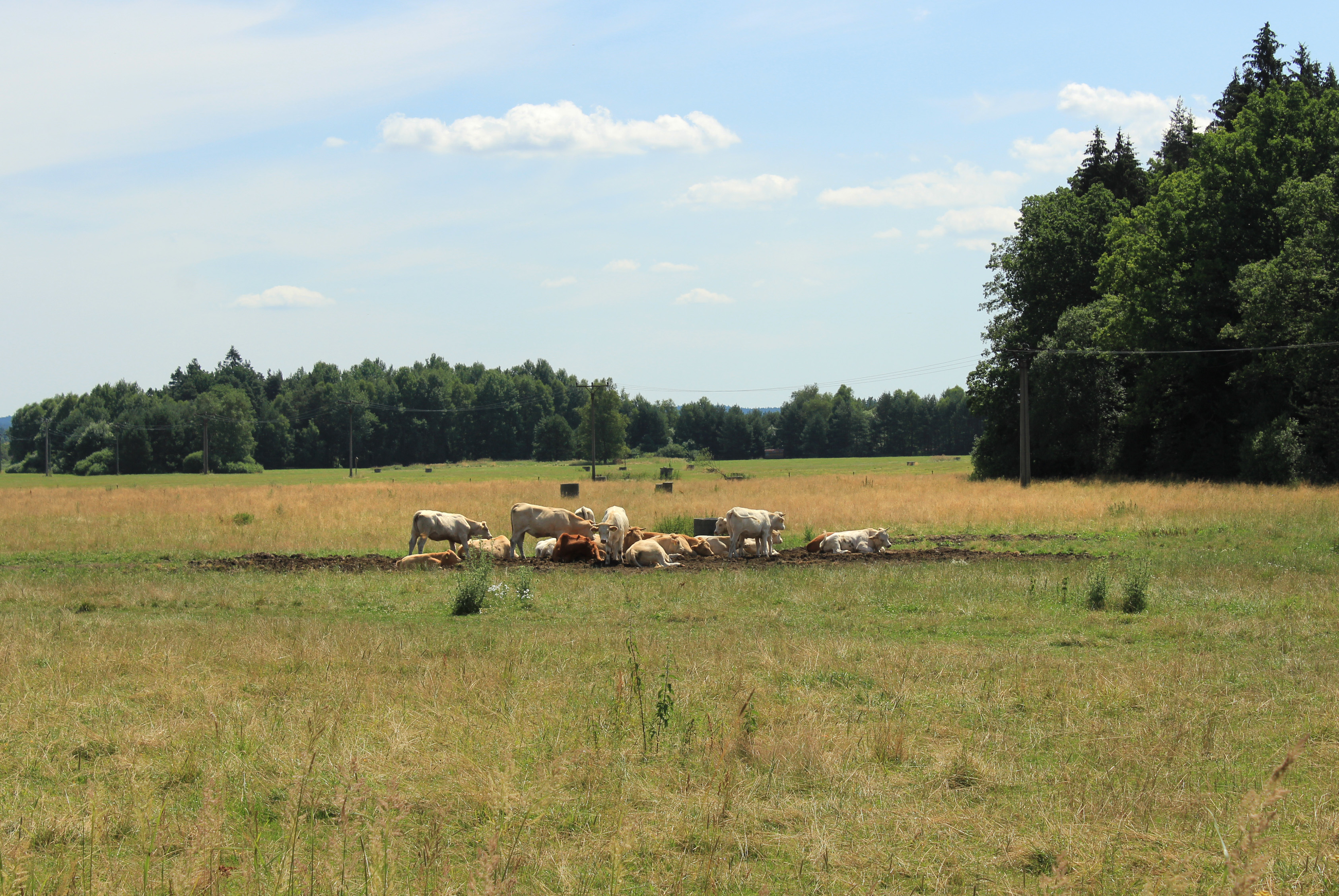
Pasoucí se dobytek
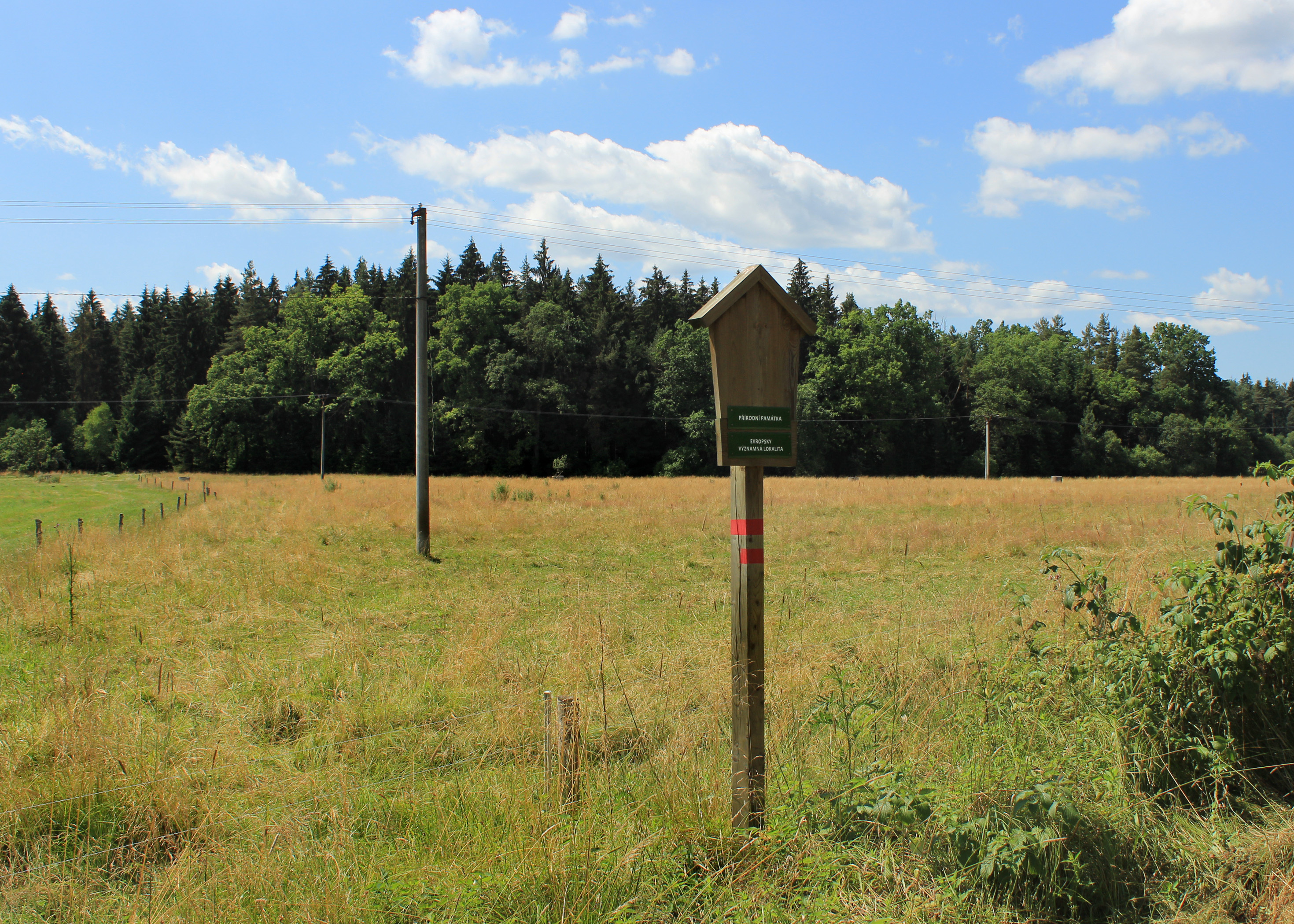
Označník bez cedule